# Escudo de la República Federativa Socialista de Yugoslavia
El emblema de la República Federativa Socialista de Yugoslavia corresponde al emblema nacional utilizado por dicho Estado desde su establecimiento en 1943 hasta su disolución en 1992.

## Descripción
El escudo está compuesto por seis antorchas ardiendo juntas en una sola llama, que representan la hermandad y unidad de las seis repúblicas que formaban Yugoslavia: Bosnia y Herzegovina, Croacia, la Macedonia, Montenegro, Serbia y Eslovenia. En una cinta azul trenzada en las espigas de trigo estaba impresa la fecha 29-XI-1943 (29 de noviembre de 1943). En esa fecha el Consejo Antifascista de Liberación Nacional de Yugoslavia tuvo en Jajce su segunda reunión y estableció las bases para la organización de posguerra del país, estableciendo una federación (esta fecha se celebraba como el Día de la República después de la Segunda Guerra Mundial).
Habitualmente se atribuye su autoría al pintor yugoslavo Đorđe Andrejević-Kun, que fue también el diseñador.

## Historia

Primera versión del Escudo (1943-1946).
Segunda versión del Escudo (1946-1963).
Tercera versión del Escudo (1963-1992).
Versión empleada en documentos oficiales.

## Escudos de las repúblicas

Escudo de la RS de Bosnia y Herzegovina
Escudo de la RS de Croacia
Escudo de la RS de Macedonia
Escudo de la RS de Montenegro
Escudo de la RS de Serbia
Escudo de la RS de Eslovenia